# 崔燾
崔 燾（さい とう、生没年不詳）は、五胡十六国時代の前燕の人物。本貫は清河郡東武城県。東晋の平州刺史崔毖の兄の子。

## 生涯
大興2年（319年）12月、東晋の平州刺史崔毖は鮮卑慕容部の大人慕容廆の台頭を憎み、段部・宇文部・高句麗を焚きつけて慕容廆を攻めさせた。しかし慕容廆は三勢力を撃退したため、崔毖は大いに恐れ、戦勝を祝する使者として崔燾を棘城へ遣わした。
三勢力の使者も至り、慕容廆に和を請うた。三勢力の使者は、崔毖による挙兵だと述べたため、慕容廆は兵を配して崔燾と面会した。崔燾は恐れて、崔毖の陰謀を白状した。慕容廆は帰ろうとする崔燾に、崔毖に降ることが上策であると告げた。兵を引き、崔燾の帰りを見送った。
慕容廆は将軍張統に河城を急襲させ、高句麗の将の如奴子を捕らえ、千余家を連れ帰った。その際、高瞻・韓恒・石琮とともに棘城へ移され、賓客の礼をもって遇された。
大興4年（321年）12月、慕容廆が東晋から車騎将軍・都督幽平二州東夷諸軍事・平州牧に任じられ、遼東公に封じられた。官僚組織の編成を行い、主簿に任じられた。
成周内史に任じられた。
咸康4年（338年）5月、後趙の天王石虎は、前燕国内に使者を放ち、誘降を促した。成周内史崔燾・居就県令游泓・武原県令常覇・東夷校尉封抽・護軍将軍宋晃らが応じ、後趙は36城を手に入れた。
燕王慕容皝は軍を遣わし、後趙に応じた諸城を攻めて、全て攻略した。敗れた崔燾は常覇とともに後趙の都の鄴へ逃走した。
これ以後の事績は、史書に記されていない。